# 정호용
정호용(鄭鎬溶, 1932년 9월 10일 ~ )은 대한민국의 군인, 정치인이다.

## 일생
한국 전쟁에 참전하여 자원 입대한 이후 육군사관학교에 진학했고 1955년에 육군사관학교를 졸업(11기)하였다. 전두환, 노태우의 육사 동기로 12.12 군사 반란과 5.17 비상계엄 확대조치, 5.18 광주 민주화 운동 진압에 가담했다. 12·12 군사 반란 이후 특전사 사령관, 제3야전군 사령관, 제25대 육군 참모총장을 역임하였으며, 육군 대장으로 예편하였다. 예편 이후에는 국보위 상임위원회 위원, 민주정의당 대구경북지구당 위원장, 국방부 장관과 내무부 장관을 역임을 하였다. 제5공화국에서 군부 인맥의 서열 3순위였으나, 제6공화국 무렵 노태우와의 경쟁 끝에서는 몰락하였다.
이후 1992년 대통령 선거에서는 민주자유당 후보자였던 김영삼의 지지 유세를 하였다. 그러나 1995년에는 김영삼 정부의 '역사 바로세우기' 일환으로 12.12 군사 반란, 광주 민주화 운동 진압 관련자로서 1997년 4월 12·12 군사반란 및 5·18 광주 민주화운동 관련 재판에서 반란·내란 중요임무 종사로 대법원에서 징역 7년 형을 선고 받았으나 사면됐다. 

본관은 연일(延日)으로 호는 목우(牧牛)이며 대구 출신.

## 경력

### 생애 초반
대구 중구에서 출생한 그는 경북고등학교를 졸업했다. 후일 육사의 동기가 되는 노태우는 경북고등학교 시절부터 알고 지낸 오랜 친구이자 동창이었다. 1951년에 경북고등학교를 졸업하고 한국 전쟁 중 육군에 병사로 입대하여 참전하였다. 그 뒤 육군사관학교에 입교, 1955년 육군사관학교를 11기로 졸업하고 육군 소위로 임관했다. 전두환, 노태우가 육사 11기 동기생이며 이후 전두환, 노태우 등과 사적 모임인 하나회 조직에 참여하였다.

### 군 복무

#### 군 복무 초기
6.25 전쟁이 발발하자 18세가 되기 전에 사병으로 입대하여 제7보병사단 소속으로 경북 영천 전투 등 참여하였고 압록강까지 진격하였지만 중공군에 포로가 되었다. 그 후 구사일생으로 탈출에 성공하여 대구 육군본부에 근무 중 육군사관학교에 지원하여 합격하여 육군 장교의 길을 걷게 되었다.
하나회가 다시 전두환 파벌과 윤필용 파벌로 나뉠 때 그는 전두환 파벌에 가담하였다. 그 뒤 군 복무 중 서울대학교 대학원에 진학하여 1963년에 공학석사 학위를 받았다. 그 뒤 육군본부 인사장교를 거쳐 중령으로 재직 중 1965년 육군대학에 입교하여 1967년에 수료하였다. 같은 해 1967년에는 육군본부 진급계장을 거쳐 수직이동하여 육본 진급과장으로 승진했다.
그 뒤 베트남 전쟁에 참전하여 육군 제9보병사단 예하대대의 대대장으로 베트남에 파견, 활동하고 귀국하였으며 1971년에는 육군 대령으로 승진하여 연대장 보직을 두루 역임한 뒤 1974년 특전사 제7공수특전여단이 창설되면서 초대 제7공수특전여단장으로 부임하였고, 1977년 특수전사령부(특전사) 참모장을 거쳐 소장으로 진급, 1978년 대구 주둔의 육군 제50보병사단장이 됐다. 그러나 하나회의 리더 윤필용의 발언 파문(일명 윤필용 사건)으로 한때 예편 위기에 직면하기도 했다. 한편 그와 같은 무렵 의무병과에 동명이인인 '정호용'(鄭浩鎔)이라는 장성도 있었다.

#### 12.12, 5.18 전후

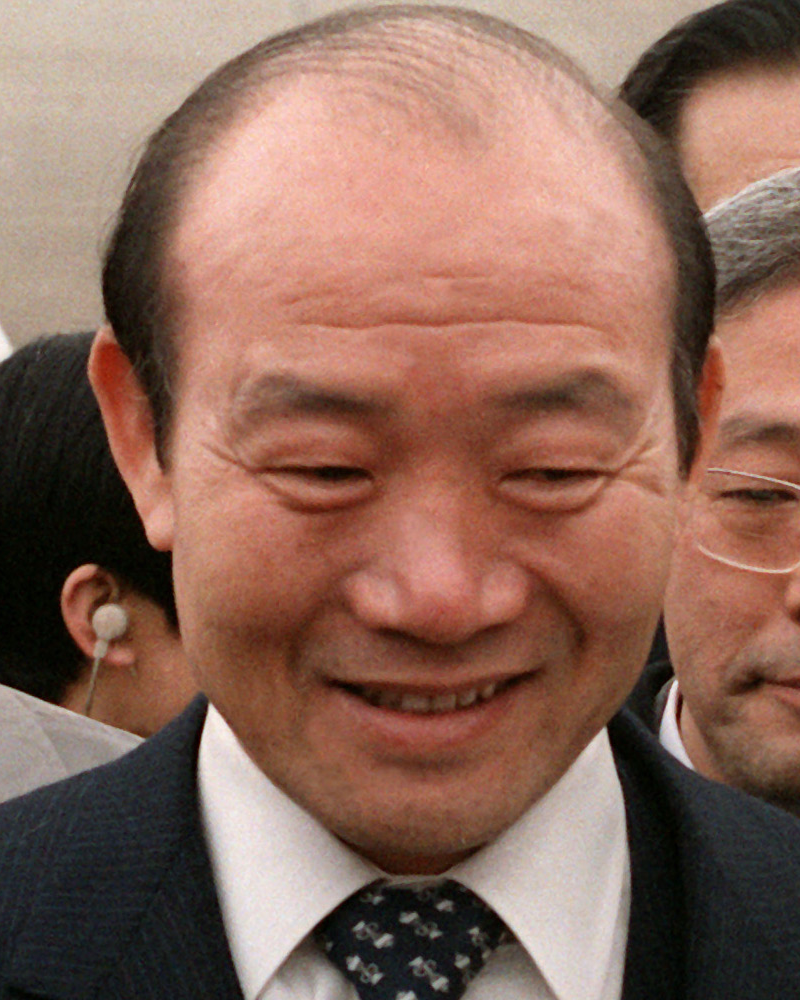
육사동기이자 동료인 전두환

12·12 군사반란 이후 특전사령관에 취임했다. 박정희 대통령 암살 이후 김재규 중앙정보부장의 행각을 방조한 의혹이 있는 정승화 육군참모총장을 의심한 전두환이 정승화 육군참모총장을 연행한 12·12 사건 때는 대구에서 상경하는 도중이었기 때문에 별다른 활약을 하지 못했으며 이후 특전사령관에 취임했다.
5월 18일에는 광주 민주화 운동이 일어나자 광주와 서울을 3차례 오가면서 공수부대로부터 보고를 받거나 현장 상황을 확인했다. 5월 27일 상무충정작전 직전 육군본부로부터 가발, 수류탄 등 군수품을 지원받아 현지의 공수부대에 제공했다.
5월 30일, 국가보위입법회의가 구성되자 국보위 상임위원회 위원의 한 사람으로 위촉되었다.

#### 육군 참모 총장과 예편

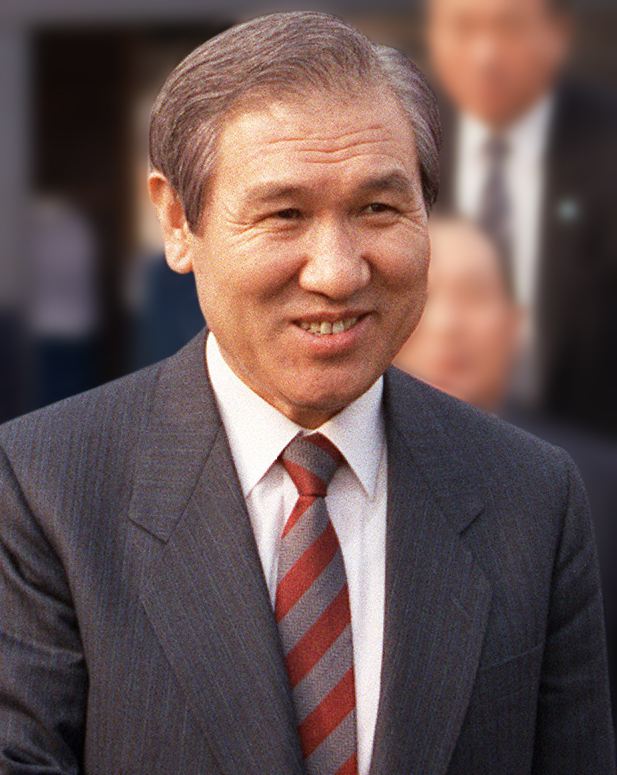
정호용의 육사 동기인 노태우

전두환이 1980년 8월 27일 대통령에 취임하자 신군부 인맥 서열 3순위로 육군 대장까지 승진했고, 이듬해 1981년에는 육군본부 육군참모차장이 되었다가 1983년 육군참모총장에 취임했다. 예편 후에는 내무부장관과 국방부장관을 각각 역임했다. 이후 대학원에 진학하여 한양대학교 대학원을 졸업하고 경제학 석사학위를 받았으며 이후 건국대학교 대학원에서 박사과정을 밟고 박사학위를 받았다. 

### 정치 활동

#### 5공, 6공화국 시절
1987년 1월, 내무부 장관에 임명되었다가 4개월 만인 그 해 5월 장관직에서 물러났다. 그러나 민주정의당 당내에 영향력을 행사하였으며, 전두환이 몰락한 후 같은 해 7월 국방부 장관으로 내각에 복귀했으나 노태우 정부까지 불과 7개월밖에 남지 않아서 오래 재직하지 못했다. 이후 노태우가 대통령으로 당선된 후 정치인으로 변신했고 1988년 5월 민주정의당 대구경북지구당 위원장에 임명, 같은 해 13대 총선에서는 대구 지역에서 출마해 국회의원으로 당선됐다. 그러나 여소야대 국회에서 제5공화국 비리에 대한 청문회, 5·18 청문회로 사회 여론이 공직사퇴요구를 제기하자 결국 1990년 1월 5일에 국회의원직을 사퇴했다. 이후 명예회복을 위해 자신의 지역구 보궐선거에 다시 출마했지만 정치적 부담을 느낀 노태우 정부의 압력에 의해 후보직에서 다시 사퇴했다.
1990년 3월에는 부인 김숙환의 자해 미수 사건으로 파란을 겪기도 했고, 4월 초에 미국으로 출국했다가 귀국하였다.

#### 문민 정부 출범 이후
1992년 다시 14대 총선에 무소속으로 출마해 당선되고 후에 3당 합당으로 만들어진 민주자유당에 입당하였다. 이후 "우리가 남이가"라는 구호를 외치면서 경북에서 김영삼의 대통령 선거운동을 도왔다. 그러나 김영삼 정부의 과거청산작업에 따라 1996년에 다시 12·12 군사 반란과 5·18 내란 혐의로 구속되어 유죄가 확정되었다.
1996년 제15대 총선에서 옥중에서 대구 서갑에 출마하였으나 2위로 백승홍에게 졌다.

#### 광주민주화운동 진압책임 의혹
1980년 광주 민주화 운동 당시 정호용은 5.18 당시 전두환과 지속적으로 접촉하고 수 차례나 광주와 서울을 오갔다. 또한 정호용은 특전사령관이였기 때문에 특전사 소속 부대의 잔혹행위를 둘러싸고 훗날 책임론이 제기됐다. 1989년에 열린 광주특위 청문회에서 정호용은 당시 특전사 소속의 진압부대들은 당시 광주 상무대에 있던 전교사에 배속됐기 때문에 자신의 책임은 없다고 주장했다. 하지만 당시 신군부는 공식적인 지휘계통을 무시하고 사조직 하나회의 인맥에 의한 명령을 내리는 일이 빈발했음을 고려해야 한다. 1996년 1월에는 5.18 검찰 수사 결과 정호용이 5·17 쿠데타에서의 내란모의참여와 5·18 광주 민주화 운동 진압 과정에 관여했다는 것이 밝혀졌고, 이에 따라 이듬해 1997년 4월 대법원은 정호용에게 내란모의참여죄, 내란목적살인죄 등으로 징역 10년을 선고했다.

#### 김대중 정부 출범 이후
1998년 김대중 정부가 출범하면서, 그 해 광복절에  12·12, 5·18 관련자들이 사면받으면서 석방된 정호용은 별다른 활동 없이 지내다가 2002년에 정씨연합회 회장으로서 정몽준의 대통령 선거 출마를 돕기도 했다.

## 학력
- 대구남산초등학교
- 경북중학교
- 1951년 경북고등학교
- 1955년 대한민국 육군사관학교 11기 문학사
- 1956년 대한민국 육군고급부관학교 졸업
- 1957년 대한민국 육군보병학교 졸업
- 1958년 대한민국 육군기갑학교 졸업
- 1958년 대한민국 육군포병학교 졸업
- 1959년 대한민국 육군공병학교 졸업
- 1963년 서울대학교 대학원 화학공학과 공학 석사
- 1967년 대한민국 육군대학 졸업
- 1972년 대한민국 국방대학교 행정학사
- 1984년 한양대학교 대학원 경제학과 경제학 석사
- 1993년 건국대학교 대학원 경제학과 경제학 박사

## 저서

### 저술
- 《용병의 원리와 실제》

## 상훈 경력
- 남베트남 공화국 은성무공훈장
- 화랑무공 통일장
- 수교훈장 광화장
- 미국 라이온훈장
- 파라과이 대군사훈장

## 가족 관계
- 부인 : 김숙환(金淑煥, 1945년 ~ )
  - 딸 : 4녀

## 평가와 비판
전형적인 정치군인으로 5.18광주민주화운동에 대해 분명한 책임이 있는 역사의 죄인이라는 평가를 받고 있다.
1980년 5·18민주화운동 때 광주 전남도청 앞 금남로 일대에서 계엄군의 집단발포가 있던 5월21일 정호용(88) 당시 특전사령관이 헬기를 타고 광주를 찾은 사실이 군 문서를 통해 확인됐다. 이는 ‘도청 앞 집단발포가 있을 때 서울에 있었다’고 한 정씨의 주장과 정면으로 배치되는 것으로, 광주에 파견된 3·7·11공수부대의 수장이었던 정씨가 5월21일 광주에 있었다는 군 기록이 나온 것은 이번이 처음이다.https://news.v.daum.net/v/20190401050601356?d=y

## 정호용을 연기한 배우들

### 드라마
- 한근욱 - 1995년 《제4공화국》 MBC 드라마
- 전국근 - 1995년 《코리아게이트》 SBS 드라마
- 박영지 - 1998년 《삼김시대》 SBS 드라마
- 윤승원 - 2005년 《제5공화국》 MBC 드라마

## 참고 자료
- 강준만, 한국현대사산책:1980년대편 1 (인물과 사상사, 2006)
- 강준만, 한국현대사산책:1980년대편 2 (인물과 사상사, 2006)
- 강준만, 한국현대사산책:1980년대편 4 (인물과 사상사, 2006)
- 강준만, 한국현대사산책:1990년대편 1 (인물과 사상사, 2006)
- 한상범, 전두환체제의 나팔수들 (이철호 역, 패스앤패스, 2004)
- 방경일, 전두환 리더십 노태우 처세술 (방경일, 너와나미디어, 2002)
- 노신영 회고록 (노신영 저, 고려서적, 2000)
- 윤치영, 동산회고록:윤치영의 20세기 (윤치영, 삼성출판사, 1991)
- 고항민, 전두환왕국  (고항민, 청사출판사, 1988)
- 이사달, 전두환 참회록  (이사달, 청음사, 1988)
- 암파편집부, 전두환시대 1~6:제5공화국정치비사제2부(중원강좌 17) (암파편집부 저, 황인 역, 중원문화사, 1988)

## 역대 선거 결과
|  | 54.34% |

|  | 51.54% |

|  | 26.82% |